# Triangulus galatheae
Triangulus galatheae är en kräftdjursart som först beskrevs av Norman och Scott 1906.  Triangulus galatheae ingår i släktet Triangulus och familjen Lernaeodiscidae. Arten är reproducerande i Sverige. Inga underarter finns listade i Catalogue of Life.